# Čung-jüan ta-fu
Čung-jüan ta-fu (čínským písmem 中原 大佛 - doslova: Velký Buddha z Centrálních rovin) je druhá nejvyšší socha na světě. Nachází se v Číně v oblasti Fo-tu-šan, nedaleko města Pching-ting-šan v provincii Che-nan.

## Další informace
Socha je vysoká 128 metrů, stojí na 22 metrů vysokém trůnu a ten na 25metrové základně. 25 metrů vysoká základna je položena na 15 metrů vysoké základně. Celá stavba je vysoká 208 metrů. V roce 2008, kdy byla dokončena, se stala nejvyšší na světě, předstihla japonskou Ušiku Daibucu. Před jejím dokončením byla nejvyšší sochou Číny socha Velký Buddha v Ling-šanu. Stavba stála 115 milionů jüanů, což je asi 13,5 milionu eur.

Srovnání soch: 1. Socha jednoty 2. Čung-jüan ta-fu, 3. Socha Svobody, 4. Matka vlast volá, 5.Socha Krista Spasitele, 6. David